# Listopadowka (obwód woroneski)
Listopadowka (ros. Листопадовка) – wieś w Rosji, w obwodzie woroneskim, w rejonie gribanowskim. W 2010 liczyła 2286 mieszkańców.